# 이슬 (2001년)
이슬(2001년 2월 10일 ~ )은 대한민국 가수이고 미술가 겸 유튜버이자 비디오 자키이며 걸 그룹 HIGHTEEN 前 구성원이다.

## 주요 이력
일찍이 미국 펜실베이니아 주 필라델피아 유학을 거쳐 필리핀 메트로 마닐라 행정주 케손 유학을 다녀온 그녀는 2016년 5월 25일 걸 그룹 HIGHTEEN의 구성원으로 데뷔하였지만 같은 해 2016년 8월 26일에 걸 그룹 HIGHTEEN을 탈퇴하였다. 그 후 잠시 미국에 건너가 2016년 12월 27일을 기하여 미국에서 유튜브 채널로써 재차 이슈를 모은 그녀는 1년 후 귀국하여 2017년 7월 13일 아이돌학교에 출연한 전력이 있다.

## 학력
- 서울잠동초등학교 (졸업)
- 아주중학교 (중퇴)
- 중학교 졸업학력 검정고시 (합격)

## 디스코그래피

### 싱글 음반
- 2016년 하이틴 싱글 앨범 《Grow Up》

### 피처링
- 2016년 에이션 - 《여름아 부탁해》